# Final Fantasy XVI
Final Fantasy XVI is een computerspel ontwikkeld en uitgegeven door Square Enix voor de PlayStation 5. Het actierollenspel is uitgekomen op 22 juni 2023. Het spel is geproduceerd door Naoki Yoshida en geregisseerd door Hiroshi Takai. 

## Plot
Het spel speelt zich af in het fictieve land Valisthea, een continent met zes facties die op de rand van een conflict staan vanwege een verspreidende ziekte genaamd de Blight.

## Ontvangst
| Recensiescore       | Recensiescore |
| Recensieverzamelaar | Score         |
| ------------------- | ------------- |
| Metacritic          | 88%           |
| Publicist           | Score         |
| Destructoid         | 9             |
| Eurogamer           | 3/5           |
| Famitsu             | 39/40         |
| Game Informer       | 8,5           |
| GameSpot            | 9             |
| IGN                 | 9             |

Het spel ontving positieve recensies. Men prees het verhaal, de cast, het gevechtssysteem en de muziek. Kritiek was er op technische punten, waaronder het inzakken van het aantal beelden per seconde.
Op Metacritic, een recensieverzamelaar, heeft het spel een score van 88%.